# GameTrailers
GameTrailers – serwis internetowy specjalizujący się w tematyce gier komputerowych. Zapewnia ona dostęp do recenzji, zapowiedzi, zwiastunów i filmów z gier. Filmy są oferowane w formacie 640x360, jednak duża ich część jest dostępna w lepszej rozdzielczości 960x540.
Użytkownicy serwisu mogą umieszczać w nim filmy, tworzyć własny blog oraz wypowiadać się na forum. Dodatkowo mogą oni tworzyć grupy dla gier lub swoich zainteresowań, które mają swoje prywatne fora. Walutą w serwisie są GameTrailers Points (GTP) (dawniej GameTrailers Dollars), które można otrzymać za interakcję z witryną i wykorzystać na zakup wirtualnych przedmiotów i rzeczywistych towarów.

## Historia serwisu
Strona została założona przez Geoffreya R. Grotza i Brandona Jonesa w 2002 roku. W serwis zainwestował Jon Slusser i jego firma Hornet Animation, przez co przejął on nad nią kontrolę. W listopadzie 2005 roku serwis został wykupiony przez MTV Networks za nieznaną kwotę. W 2007 roku doszło do restrukturyzacji MTV Network, przez co połączono GameTrailers, Xfire i Spike.com w jedną grupę Spike Digital Entertainment.

## Zawartość strony
- Anthology – wirtualna biblioteka najważniejszych gier komputerowych.
- Bonus Round – show prowadzone przez Geoffa Keighleya.
- Invisible Walls – jest to wideoblog pracowników serwisu z Shane Satterfieldiem jako redaktorem naczelnym. Blog przeszedł modernizację po wypuszczeniu setnego epizodu, zmieniono czołówkę, wygląd i zrezygnowano z cenzury[3].
- Level – program, w którym pracownicy serwisu opowiadają o swoich ulubionych poziomach z ulubionych gier.
- GT Countdown – lista top 10 gier komputerowych i tematów z nimi związanych.
- GT Pop-Block – program oferujący bliższe spojrzenie na zwiastuny gier.
- GT Previews – zwiastuny gier będących w produkcji.
- GT Reviews – recenzje gier, które są oceniane w skali od 1,0 do 10,0.
- GT Review Pods – krótsze recenzje mniej znanych gier, produkcji niezależnych i dodatków.
- GT TV – program informacyjny o grach prowadzony przez Geoffa Keighleya.
- GT Wish-List – połączenie wszystkich życzeń zespołu GameTrailers dotyczących nowych gier. Ponieważ z reguły bardzo niewiele wiadomo o mających się ukazać grach, pojawia się tu bardzo wiele spekulacji.
- Pach-Attack! – show prowadzone przez analityka finansowego Michaela Pachtera, który odpowiada na pytania nadesłane do redakcji dotyczące przemysłu gier komputerowych z finansowej perspektywy.
- Pop-Fiction – krótkie filmiki koncentrujące się na mitach i miejskich legendach występujących w grach komputerowych.
- Retrospectives – historia gier komputerowych.